# Публий Валерий Левин
Публий Валерий Левин (лат. Publius Valerius Laevinus) — древнеримский полководец и политический деятель.
О его происхождении ничего неизвестно. В 280 году до н. э. Левин был избран консулом. Его коллегой по должности стал Тиберий Корунканий. Ему было поручено командование войсками, действовавших против эпирского царя Пирра. Во время наступления римлян на Тарент Пирр дал бой Левину у Гераклеи в июле и одержал над ним победу. Сенатор Гай Фабриций Лусцин в связи с этим сказал: «Не эпироты победили римлян, а Пирр — Левина». Хотя Гераклея была потеряна для римлян, Левин сумел удержать Капую, Неаполь и остальной регион.